# Mitsunobu Kikuzawa
Mitsunobu Kikuzawa, meglio conusciuto come Kikutaro (菊タロー?, Kikutarō) (菊タロー Kikutarō?) o come Ebessan (えべっさん?, Ebessan) (えべっさん Ebessan?) (Osaka, 17 novembre 1976), è un wrestler giapponese.
Ha gareggiato in Nord America, competendo in Chikara, Pro Wrestling Guerrilla (PWG) e Ring of Honor (ROH).

## Tributi
Ha imitato nelle sue lotte Stan Hansen, Abdullah the Butcher, Jushin Thunder Liger, Keiji Muto, Triple H, Bret Hart, Cactus Jack, Bill Goldberg, Kurt Angle, Ric Flair e Yuji Nagata.

## Titoli e riconoscimenti
- Dragon Gate
  - Open the Owarai Gate Championship (2)
  - Open the Owarai Twin Gate Championship (1) con Don Fujii
- Dramatic Dream Team
  - Ironman Heavymetalweight Championship (8)
- Frontier Martial-Arts Wrestling
  - Barbed Wire Street Fight Six Man Tag Team Championship (2) - con Atsushi Onita e Okumura (1), and Atsushi Onita and Exciting Yoshida (1)
- Mobius
  - El Mejor de Máscara Championship
  - NGF Heavyweight Championship (1)
- Osaka Pro
  - Osaka Meibutsu Sekaiichi Championship (3)
  - Osaka Pro Wrestling Battle Royal Championship (6)
  - Osaka Pro Wrestling Owarai Championship (1)
- Tokyo Gurentai
  - Tokyo Intercontinental Tag Team Championship (1) – con Stalker Ichikawa[2]
- Ultimate Superstars Action
  - USA World Tag Team Championship (1) – con Hulk Puchihogan[1]